# Slum Chultatic
Slum Chultatic är en ort i Mexiko.   Den ligger i kommunen Ocosingo och delstaten Chiapas, i den sydöstra delen av landet, 800 km öster om huvudstaden Mexico City. Slum Chultatic ligger 597 meter över havet och antalet invånare är 134.
Terrängen runt Slum Chultatic är varierad. Runt Slum Chultatic är det glesbefolkat, med 16 invånare per kvadratkilometer. Närmaste större samhälle är Taniperla, 19,3 km sydost om Slum Chultatic. I omgivningarna runt Slum Chultatic växer i huvudsak städsegrön lövskog.